# Многозубки
Многозу́бки или многозу́бые белозу́бки (лат. Suncus) — род млекопитающих подсемейства белозубочьи семейства землеройковые. Представитель рода карликовая многозубка (Suncus etruscus) — самое маленькое млекопитающее в мире из ныне существующих.

## Виды
Род насчитывает 18 видов:
- Suncus aequatorius
- Многозубка Дея (Suncus dayi)
- Карликовая многозубка (Suncus etruscus)
- Цейлонская многозубка (Suncus fellowesgordoni)
- Калимантанская многозубка (Suncus hosei)
- Кенийская многозубка (Suncus infinitesimus)
- Большая многозубка (Suncus lixus)
- Мадагаскарская многозубка (Suncus madagascariensis)
- Малайская многозубка (Suncus malayanus)
- Лазающая белозубка (Suncus megalura)
- Флоресская многозубка (Suncus mertensi)
- Горная многозубка (Suncus montanus)
- Домовая многозубка (Suncus murinus)
- Габонская многозубка (Suncus remyi)
- Многозубка Столички (Suncus stoliczkanus)
- Малая многозубка (Suncus varilla)
- Джунглевая многозубка (Suncus zeylanicus)